# Troglohyphantes trispinosus
Troglohyphantes trispinosus là một loài nhện trong họ Linyphiidae.
Loài này thuộc chi Troglohyphantes. Troglohyphantes trispinosus được miêu tả năm 1975 bởi František Miller & Polenec.